# Micromussa minuta
Micromussa minuta är en korallart som först beskrevs av Karl von Moll och Borel Best 1984.  Micromussa minuta ingår i släktet Micromussa och familjen Mussidae. IUCN kategoriserar arten globalt som nära hotad. Inga underarter finns listade i Catalogue of Life.